# Carabinieri (serie televisiva)
Carabinieri è stata una serie televisiva italiana, trasmessa in prima visione su Canale 5 dal 12 marzo 2002 al 30 luglio 2008.
La serie è stata prodotta da RTI per sette stagioni: dalla prima alla quarta in collaborazione con Trend Film; dalla quinta alla settima in collaborazione con Fidia Film. È ricordata come una delle serie di Canale 5 più amate degli anni duemila, nonché come una delle serie commedia poliziesca migliori in assoluto.

## Trama
La serie televisiva racconta le vicende dei militari dell'Arma dei Carabinieri che lavorano presso la piccola caserma del comune umbro di Città della Pieve nelle prime sei stagioni e nel comune toscano di Montepulciano nella settima stagione. Pur essendo presenti elementi di azione e poliziesco, coerenti con l'ambientazione, sono preponderanti i toni della commedia e un interesse per l'intreccio amoroso, non troppo lontano da quello proprio della soap opera. 

## Produzione
La serie fu concepita come una sorta di risposta Mediaset a Don Matteo, messo in onda da Rai 1, e dal quale riprende l'ambientazione in Umbria e i toni leggeri. Alcuni attori della fiction di Mediaset hanno recitato anche in quella della Rai, tra cui Milena Miconi, interprete di Laura Respighi nella quarta e quinta stagione e che ha preso parte all'episodio 13 della prima stagione, Ines Nobili (1x10), Vincenzo Crocitti (5x24), Sergio Albelli (4x19), Nino Fuscagni (2x15 e 9x01), Alex Partexano (3x10), Katia Ricciarelli (4x16), Eleonora di Miele (5x09), Barbara Matera (6x21), Roberta Giarrusso (6x22), Chiara Ricci (7x08), Martina Colombari (7x22), Andrea Roncato (10x20).
Caratteristica della fiction è risultata essere, negli anni, l'alternanza di vari personaggi che hanno saputo conquistare il pubblico; tra questi, ricordiamo Manuela Arcuri, Lorenzo Crespi, Francesco Giuffrida, Martina Colombari, Vincenzo Crocitti, Alessia Marcuzzi, Ettore Bassi, Roberto Farnesi, Maurizio Casagrande e Pino Caruso, l'indimenticato maresciallo Capello delle prime serie.
Dalla settima stagione, in onda dal 18 marzo 2008, nonostante i protagonisti siano quasi gli stessi, il luogo diventa la città toscana di Montepulciano. Nonostante gli ascolti traballanti della sesta stagione (che già aveva avuto diversi ricambi nel cast fisso), Canale 5 decise di ordinare una settima stagione più lunga del solito (28 episodi), ma con ulteriori abbandoni del cast; è così avvenuto il tracollo della serie che è scesa sotto i 4 milioni ed è stata così sospesa la programmazione (l'obiettivo da raggiungere era il 23% di share, fermatasi tra il 18 e il 21%). I rimanenti episodi della settima (e, a questo punto, ultima) stagione sono andati in onda sempre in prima serata su Canale 5, ma in estate, fuori periodo di garanzia. Molte altre sono comunque le novità a partire dal cast che vede l'arrivo tra gli altri di Katia Ricciarelli, Dario Ballantini, Gianluca Belardi, Roberto Calabrese, Chiara Ricci, Valeria Cavalli, Barbara Matera, Giuseppe Soleri e Simon Grechi. Riconfermati invece Walter Nudo, Roberta Giarrusso, Maurizio Casagrande, Federica Citarella, Alex Partexano, Andrea Roncato, Valentina Pace, Francesca Chillemi, Lia Tanzi, mentre tornano Paolo Villaggio, nelle vesti questa volta di padre Paolo (che risulterà, poi, essere il fratello gemello di Giovanni), e Michael Reale, sempre nei panni del Colonnello Fabio Di Chiara, conosciuto nella terza stagione.
L'ultima puntata della settima serie è stata trasmessa il 30 luglio 2008. La serie televisiva è ritrasmessa in cicli di repliche più o meno continue dal 2009, con grande gradimento del pubblico, nel corso della mattinata di Rete 4 in periodo invernale. Le repliche sono state mandate in onda anche da Happy Channel, Mediaset Extra, Telenorba e dal 2025 anche su Cine34.
La sigla e le musiche della fiction sono scritte, arrangiate e dirette da Germano Mazzocchetti. La serie ha avuto anche un'opera derivata, nel 2005, dal titolo Carabinieri - Sotto copertura.

## Episodi
| Stagione         | Episodi | Prima TV |
| ---------------- | ------- | -------- |
| Prima stagione   | 24      | 2002     |
| Seconda stagione | 24      | 2003     |
| Terza stagione   | 24      | 2004     |
| Quarta stagione  | 24      | 2005     |
| Quinta stagione  | 24      | 2006     |
| Sesta stagione   | 26      | 2007     |
| Settima stagione | 28      | 2008     |

## Location
- La caserma dei carabinieri ambientata nella cittadina umbra è stata girata nell'istituto professionale di Città della Pieve in via Santa Maria Maddalena 34 e quella di Montepulciano è stata ambientata nella Fortezza di Montepulciano;
- La stazione ferroviaria di Città della Pieve è stata girata nella prima stagione nella stazione appartenente alla cittadina e la seconda nella stazione di Chiusi Chianciano Terme;
- Il ristorante di Gemma nella prima stagione si trovava in via Pietro Vannucci, nella seconda e terza stagione è posto in via Garibaldi. Nella quarta stagione Gemma gestisce insieme ad Alessandra il B&B con ristorante il quale è posto a Corso Vittorio Emanuele II nel centro storico di Monteleone D'Orvieto e la quinta e la sesta in Piazza Matteotti dove si trova anche il bar Pippo;
- L'abitazione del magistrato Morresi nella terza stagione è stata girata a Chianciano Terme in via Casini;
- La scena del passaggio a livello che si vede nella scena dell'episodio 2 della terza stagione è stato girato nel territorio comunale di Tuoro sul Trasimeno.

## Personaggi e interpreti

### Personaggi principali
- Alberto Capitani (stagione 1; guest 2), interpretato da Antonio Carli.
Carabiniere esperto di computer e dotato di uno spiccato senso del dovere, soffre molto la lontananza della moglie Rossella. Instaura fin da subito un ottimo rapporto con tutti i colleghi della caserma, specialmente con Carlo Prosperi. Verso la fine della prima stagione ottiene un trasferimento per raggiungere la moglie. Tornerà in alcuni episodi della seconda stagione (episodi 16 e 17) per fare un corso di aggiornamento informatico al vicebrigadiere Bordi.
- Tommaso "Tom" Palermo (stagione 1), interpretato da Lorenzo Crespi.
È il maresciallo vicecomandante della caserma di Città della Pieve. Dal carattere un po' scontroso, rimprovera molto spesso le nuove reclute Paola e Leo, mentre lega in modo particolare con l'appuntato Gigante. In seguito avrà delle brevi relazioni con Paola e Gioia, la figlia del comandante Capello. Esce dalla serie quando accetta un incarico nei ROS.
- Paola Vitali (stagioni 1-2), interpretata da Manuela Arcuri.
Arruolandosi nell'Arma la Vitali ha realizzato il suo sogno, nonostante il parere contrario del padre, farmacista. È una ragazza molto determinata sul lavoro. La sua bellezza attira fin da subito l'attenzione dei colleghi della caserma e del simpatico Giovanni. Molto amica di Leo, avrà una relazione con Palermo nella prima serie e con il maresciallo Ferri nella seconda stagione. Dopo essere stata nominata vicebrigadiere, si trasferisce a Tarquinia.
- Alessandro "Sandro" Gigante (stagioni 1-2), interpretato da Sergio Albelli.
Appuntato della caserma di Città della Pieve. Nella prima stagione affronta i problemi con la moglie e nella seconda stagione la tradisce con Mirna. Dopo l'arresto di Mirna ricuce il matrimonio con la moglie Elena. Viene trasferito a Tarquinia e verrà promosso brigadiere nella miniserie Carabinieri Sotto Copertura.

- Maurizio Ranieri (stagioni 1-2), interpretato da Massimo Rinaldi.
È il Capitano della caserma, comparendo nelle prime 2 stagioni, anche se viene spesso nominato durante tutte le altre.
- Andrea Ferri (stagioni 1-3; guest 4), interpretato da Ettore Bassi.
È il maresciallo vicecomandante della caserma di Città della Pieve dall'episodio 18 della prima stagione sostituendo il Maresciallo Palermo. Nel corso della seconda stagione affronterà con molta durezza il brigadiere Testa che punisce per aver messo in pericolo la Vitali. Quest'ultima lo convince a comprendere il carattere del brigadiere Testa di cui diventerà il migliore amico. Ha una sorella Alessandra che aiuterà ad uscire dai guai nella terza stagione. In seguito accetta un incarico nei ROS a Roma e viene promosso capitano, come lui stesso dichiara nello spin-off Carabinieri - Sotto Copertura.
- Leonardo "Leo" Bini (stagioni 1-4), interpretato da Francesco Giuffrida.
Carabiniere di origini siciliane, molto amico di Paola e di Prosperi. Nella prima stagione si innamora di Gioia, i due si lasciano nella seconda stagione e si laurea in Psicologia. Nella terza stagione si innamora di Jessica, ma la tradisce con Elena che aspetta una bambina. Lascia la serie trasferendosi in Sicilia insieme ad Elena standole vicino durante la gravidanza.
- Giuseppe Capello (stagioni 1-2), interpretato da Pino Caruso.
Maresciallo capo e comandante della caserma di Città della Pieve. Ha una figlia Gioia che lavora come infermiera nell'ospedale di Città della Pieve. Alla fine della seconda stagione ottiene la promozione a Maresciallo Luogotenente e nella 3ª stagione, ottenuta la pensione, raggiunge Gioia a Londra. Verrà ucciso nel primo episodio della 6ª serie, senza tuttavia comparire.
- Carlo Prosperi (stagioni 1-5), interpretato da Giampiero Lisarelli.
Carabiniere sciupafemmine della caserma. Amico di Bini che aiuta insieme alla Vitali e al Maresciallo Palermo ad arrestare degli spacciatori, tra i quali era coinvolto suo fratello Ivan. Nella seconda stagione si innamora di Jessica, e lei lo lascia nella terza stagione. Nella quinta stagione è innamorato di Caterina, ma lei non lo ricambia in quanto pensa solo a Tosi. Lascia la serie venendo trasferito.
- Jessica Campioni (stagioni 1-5), interpretata da Eleonora Di Miele.
Nipote di Pippo e aiuta spesso lo zio al bar. Nella prima stagione viene coinvolta in una setta satanica e nella quarta in un giro di prostituzione. Nella seconda stagione si innamora di Prosperi e la loro relazione si concluderà nella terza stagione, per poi innamorarsi di Leo, ma quest'ultimo la tradisce con Elena. Nella quinta stagione si sposa con Fabio e in seguito andrà a lavorare a Roma.
- Sindaco Fiorella Panni (stagioni 1-4), interpretato da Aurora Cancian. Sindaco e preside della scuola di Città della Pieve.
- Pippo Santi (stagioni 1-6), interpretato da Dario Vergassola.
Gestore del bar di Città della Pieve e zio di Jessica. Ficca sempre il naso sulle persone del paese per raccontare ai carabinieri. Esce di scena col trasferimento a Montepulciano.
- Agostina "Tina" Rosati (stagioni 1-6; guest 7), interpretata da Katia Beni.
Addetta alle pulizie della caserma. Viene sempre rimproverata sia da Bordi e dai colleghi per non intromettersi nelle indagini della caserma. Esce dalla serie con il trasferimento a Montepulciano ma compare in un episodio della settima stagione.
- Gioia Capello (stagioni 1-2, 6), interpretata da Martina Colombari.
Figlia del Maresciallo Capello ed ex moglie di Giacomo Contini, con un matrimonio durato solo pochi mesi. Esce dalla serie temporaneamente poiché va a vivere a Londra per un corso di aggiornamento, torna nella sesta stagione in seguito alla morte del padre, per poi uscire in modo definitivo con il trasferimento a Montepulciano.
- Vittorio Bordi (stagioni 1-6), interpretato da Vincenzo Crocitti.
Vicebrigadiere della caserma di Città della Pieve. Il suo ruolo consiste nel gestire il portierato e le operazioni ausiliarie della caserma (come cucinare e gestire la portineria). Esce di scena con il trasferimento a Montepulciano.
- Giovanni Benelli (stagione 1-4; ricorrente 5), interpretato da Paolo Villaggio. Barbone di Città della Pieve, era professore di università come riferito nel 19° episodio della quarta stagione.

- Luigi Testa (stagioni 2-4), interpretato da Roberto Farnesi.
Brigadiere, viene mandato a Città della Pieve per motivi di incompatibilità ambientale a causa della morte della sua fidanzata. All'inizio non ha buoni rapporti con i colleghi tranne che con Vitali che capisce la sua situazione. Viene punito dal Maresciallo Ferri per aver messo in pericolo Paola e con l'aiuto dei suoi colleghi arresta l'assassino della sua ragazza, diventando poi amico di Andrea Ferri. Nella terza stagione si innamora della sorella di Andrea, Alessandra. Nella quarta stagione viene nominato vicecomandante della caserma di Città della Pieve. Viene trasferito e va a vivere con Alessandra.
- Alessandra Ferri (stagioni 3-4), interpretata da Elisabetta Canalis. 
Sorella del Maresciallo Ferri. Nella quarta stagione gestisce insieme a Gemma un B&B. Esce di scena andando a convivere con Luigi Testa.
- Andrea Sepi (stagioni 3-5), interpretata da Alessia Marcuzzi.
Maresciallo, arriva a Città della Pieve come vicecomandante della caserma. Ha avuto una relazione con un poliziotto, poi con il maresciallo Ferri. Dopo l'addio di Ferri diventa il comandante della stazione, affiancata prima da Luigi nella quarta stagione e poi da Mura, Morri e Fulci nella quinta. Dopo la nomina a comandante della stazione conosce il magistrato Cesari col quale alla fine avrà una relazione. Durante la quinta stagione viene ferita dall'ex compagna del magistrato Letizia. Lascia il posto da comandante a Morri e va a Torino per riflettere prima di sposare Cesari.
- Carlo Cesari (stagioni 4-5), interpretato da Giorgio Borghetti.
Magistrato della procura di Perugia che sostituisce Claudia Morresi. Nella quarta stagione si innamora del Maresciallo Sepi, la quale nella stagione cinque gli fa da scudo uscendone ferita nei confronti della sua ex fidanzata Letizia. Esce di scena e si trasferisce a Torino insieme a Sepi.
- Gabriele Vici (stagioni 4-6; guest 7), interpretato da Marco Iannone.
Esce dalla serie con il trasferimento a Montepulciano ma compare in un episodio della settima stagione.
- Marco Tosi (stagioni 4-6), interpretato da Luca Argentero.
Trasferito a Città della Pieve per incompatibilità ambientale dovuta ad una relazione con una collega. Durante la quinta stagione si innamora prima di Sonia e poi di Caterina con cui avrà una figlia nella settima stagione. Molto amico di Carlo Prosperi. Sempre nella quinta stagione aiuta sua sorella Roberta ad uscire dai guai in cui si era messa. Esce dalla serie con il trasferimento a Montepulciano e muore a Città della Pieve in un conflitto a fuoco alla fine dell'episodio 18 della settima stagione.
- Barbara Fulci (stagioni 5-6), interpretata da Ines Nobili.
Maresciallo e vicecomandante della stazione di Città della Pieve al comando prima di Sepi e poi di Morri. Lascia l'Arma dopo una delusione d'amore.
- Costante Romanò (stagioni 1-7), interpretato da Andrea Roncato.
Appuntato, padre di quattro figli, geloso del suo collega e migliore amico Mura; è il veterano della serie.
- Antonio Mura (stagioni 1-7), interpretato da Alessandro Partexano.
Brigadiere, molto rigido con i suoi colleghi; nella quinta viene nominato supplente vice comandante, incarico poi non confermato con l'arrivo del maresciallo Fulci che avrà un duro rapporto. Sempre nella stessa stagione viene lasciato dalla moglie e si innamora di Gemma. Anche lui è veterano della serie.
- Gemma Pellegrini (stagioni 1-6; ricorrente 7), interpretata da Erika Blanc.
Proprietaria di ristorante e B&B; nella terza stagione è coinvolta in un caso di omicidio e rivela ai carabinieri che Sonia Martini è sua figlia. Dalla quinta stagione ha una relazione con il brigadiere Mura. Esce di scena con il trasferimento a Montepulciano, ma compare in alcuni episodi della settima stagione.
- Sonia Martini (stagioni 3-7; guest 2), interpretata da Roberta Giarrusso.
Carabiniere della caserma di Città della Pieve, molto amica del maresciallo Sepi. Nella sesta stagione viene promossa a brigadiere, ma esce definitivamente di scena durante la settima stagione con un trasferimento a causa della sua condotta durante l'indagine sulla morte del brigadiere Tosi.
- Fabio Di Chiara (stagioni 3, 7), interpretato da Michael Reale.
Colonnello dei ROS e amico del maresciallo Ferri che lo ha coinvolto in un'indagine sotto copertura; ha avuto una relazione con Sepi. Ritorna nella settima stagione ove ha una relazione con Virgili.
- Bruno Morri (stagioni 5-7), interpretato da Maurizio Casagrande,
Entra come comandante supplente durante la convalescenza della Sepi in ospedale nel quale nel corso della quinta stagione, diventa comandante della stazione e nella settima stagione viene promosso maresciallo aiutante s.u.p.s e comandante a Montepulciano. Ha una figlia di nome Caterina, che lo farà diventare nonno nella settima stagione. Durante la sesta e settima stagione ha una relazione con Sara De Nittis.
- Caterina Morri (stagioni 5-7), interpretata da Federica Citarella.
Figlia del Maresciallo Morri si innamora di Tosi il quale ci fa una figlia.
- Antonio Baldi (stagioni 5-6; ricorrente 7), interpretato da Massimiliano Varrese.
Viene mandato da Tarquina a Città della Pieve per completare l'organico della caserma nella quinta stagione. Nella sesta stagione inizierà una relazione con Laura Flestero. Compare in alcuni episodi della settima stagione, prendendo anche parte ad alcune indagini; In seguito alla morte di Marco Tosi chiede di essere trasferito in missione all'estero.
- Sara de Nittis (stagioni 5-6; ricorrente 7), interpretata da Valeria Cavalli.
Contessa e vecchia compagna di classe del Maresciallo Morri. Esce di scena durante la sesta stagione, per poi ricomparire in alcuni episodi della settima.
- Giacomo Contini (stagioni 6-7), interpretato da Walter Nudo. 
Arriva alla caserma di Città della Pieve sostituendo Prosperi. Dopo l'addio della Fulci viene nominato vice comandante e nella settima serie viene promosso maresciallo. Nel corso della sesta stagione si scopre che Contini era sposato con Gioia che il matrimonio finì dopo pochi mesi.
- Laura Flestero (stagioni 6-7), interpretata da Francesca Chillemi.
Con il trasferimento a Montepulciano sente la mancanza di Antonio Baldi con il quale inizia una relazione.
- Giuseppe Morri (stagioni 6-7), interpretato da Antonio Casagrande.
Padre del maresciallo Morri.
- Paola Magli (stagioni 6-7), interpretata da Valentina Pace. Fidanzata di Giacomo Contini
- Margherita Contini (stagioni 6-7), interpretata da Lia Tanzi.
Madre di Giacomo Contini. Nella settima stagione ha una relazione con il sindaco di Montepulciano.
- Germano Grandi (stagione 7; guest 6), interpretato da Gianluca Belardi.
Proprietario dell'omonimo bar, prima a Città della Pieve e poi a Montepulciano.
- Paolo Benelli (stagione 7), interpretato da Paolo Villaggio.
Frate cappuccino di Montepulciano, e fratello gemello di Giovanni.
- Monica Grandi (stagione 7), interpretata da Katia Ricciarelli. Addetta alle pulizie della caserma e grande cantante lirica.
- Giorgio Orlandini (stagione 7), interpretato da Dario Ballantini. Appuntato della caserma di Montepulciano. Il suo ruolo consiste nel gestire il portierato e le operazioni ausiliarie della caserma, come cucinare (che non viene sempre gradito dai colleghi) e gestire la portineria.
- Federico Girelli (stagione 7), interpretato da Roberto Calabrese.
- Stefania Virgili (stagione 7), interpretata da Chiara Ricci. Maresciallo della caserma di Montepulciano il quale avrà una relazione con il colonnello Di Chiara per poi innamorarsi di Giacomo Contini
- Francesca Rossini (stagione 7), interpretata da Barbara Matera.
- Claudio Petri (stagione 7), interpretato da Giuseppe Soleri.
- Edoardo Mariani (stagione 7), interpretato da Simon Grechi. Brigadiere a Montepulciano, nel corso della serie ha una relazione adulterina con Roberta, donna sposata e figlia del sindaco.
- Roberta Dei Casati (stagione 7), interpretata da Alessia Ventura. È la figlia del sindaco di Montepulciano. Sposata con Guido, nel corso della serie ha una relazione adulterina con il brigadiere Mariani.
- Marcello Dei Casati (stagione 7), interpretato da Michele Gammino. Sindaco di Montepulciano.
- Guido Merli (ricorrente stagione 7), interpretato da Alessandro Pess. Avvocato e marito di Roberta.
- Cecilia Dei Casati (stagione 7), interpretata da Carlotta Miti. Figlia del Sindaco e moglie di Germano.

### Personaggi secondari
- Claudia Morresi (stagioni 2-3), interpretata da Milena Miconi.
Magistrato della procura di Perugia. Arriva a metà della seconda stagione avrà un'amicizia con il Maresciallo Ferri. Nella terza stagione avrà un flirt con il brigadiere Testa durante la sua protezione da una minaccia. Viene trasferita provvisoriamente per poi ritornare nei episodi finali della terza stagione.
- Elena (stagione 1-2), interpretata da Manuela Ungaro. 
È la moglie di Gigante. Si trasferisce con lui a Tarquinia.
- Mirna (stagione 2), interpretata da Julija Majarčuk.
Amante di Gigante. Viene arrestata.
- Francesco Cesena, il farmacista (stagioni 2-4), interpretato da Raffaello Zanieri.
Farmacista di Città della Pieve. Si trasferisce a Montepulciano.
- Elena Pascoli (stagione 4), interpretata da Myriam Catania. 
Fidanzata e poi moglie del carabiniere Leo Bini. Si trasferisce con lui in Sicilia per portare a termine la gravidanza.
- Mira Ruci (stagione 6; guest 5), interpretata da Alexandra Dinu. 
Di origini albanesi il quale si innamora di Gabriele facendo anche un figlio. Esce di scena con il trasferimento a Montepulciano.
- Don Luciano (stagioni 1-2), interpretato da Nino Fuscagni. Parroco di Città della Pieve. Nelle stagioni successive viene spesso nominato senza apparire.

## Spin-off
In onda tra il 9 e il 10 maggio 2005 su Canale 5, è un film televisivo diviso in due parti, spin-off della serie. Racconta le vicende del brigadiere Paola Vitali e del capitano Andrea Ferri, dopo il loro allontanamento da Città della Pieve. I due carabinieri dovranno indagare su un caso di traffico di droga e armi.

## Comparse famose della serie
| Nome                 | Prima apparizione | Titolo | Ruolo                                                                   |
| -------------------- | --- | --- | ----------------------------------------------------------------------- |
| Luca Ward            | episodio 1x02 | Una famiglia in arrivo | Padre naturale di Mirko                                                 |
| Francesco Pannofino  | episodio 1x04 episodio 1x05 | Feste in famiglia; Pronto, Alice | Mori                                                                    |
| Ludovico Fremont     | episodio 1x07 episodio 1x08 episodio 1x09 episodio 1x10 episodio 1x11                                                                                     | Golden Goal, Turni di assistenza, Per amore, Questione di fiducia, Adolescenti in fuga                                                              | Ivan Prosperi                                                           |
| Anna Safroncik       | episodio 1x07 episodio 1x08 | Golden Goal, Turni di assistenza | Camilla                                                                 |
| Alberto Gimignani    | episodio 1x08 episodio 1x09 episodio 1x22 episodio 1x24                                                                                                   | Turni di assistenza, Per amore, Un amico in pericolo, Fedeli nei secoli                                                                             | dottor Carli                                                            |
| Antonio Milo         | episodio 1x11 | Adolescenti in fuga |                                                                         |
| Antonio Zequila      | episodio 1x15 episodio 5x23 | Sospetti, Chi bella vuole apparire... | Nipote del Conte di Chiaravalle                                         |
| Pietro Sermonti      | episodio 1x16 episodio 1x19 episodio 1x23 episodio 1x24                                                                                                   | Padri, Furti sospetti, Cena a sorpresa, Fedeli nei secoli                                                                                           | Riccardo Mura                                                           |
| Miriana Trevisan     | episodio 1x23 | Cena a sorpresa | Signorina Tibberi                                                       |
| Emanuele Vezzoli     | episodio 2x03 | Omissione di soccorso | Signor Serra                                                            |
| Laura Chiatti        | episodio 2x04 episodio 2x05 | Corto circuito, Caccia grossa | Teresa Guglielmi                                                        |
| Walter Nudo          | episodio 2x04 episodio 2x05 Stagione 6 Stagione 7 | Corto circuito, Caccia grossa | Alvaro Santini (stagione 2) Brigadiere Giacomo Contini (stagioni 6 e 7) |
| Nicolas Vaporidis    | episodio 2x11 | Un'espressione luminosa | Damiano Lodati                                                          |
| Marina La Rosa       | episodio 2x13 | Regalo pericoloso | Olivia                                                                  |
| Paolo Calabresi      | episodio 2x14 episodio 2x15 | Nuovi arrivi, Protezione pentiti | Baccini                                                                 |
| Michele Maisano      | episodio 2x20 | Sotto shock | Bruni                                                                   |
| Georgia Luzi         | episodio 2x24 | Luogotenente | lavoratrice delle terme                                                 |
| Annalisa Mandolini   | episodio 3x04 | Un bravo ragazzo | Alessia Manca                                                           |
| Eleonora Daniele     | episodio 3x14 | Un fisico perfetto | Tiziana                                                                 |
| Manfredi Aliquò      | episodio 3x15 | Ricette e sortilegi | Alfio Diamante                                                          |
| Francesca Rettondini | episodio 3x18 | Una dolce sinfonia |                                                                         |
| Lorena Bianchetti    | episodio 3x18 | Una dolce sinfonia | Carla Vittori                                                           |
| Emanuela Aureli      | episodio 3x21 | Gelosie | Luisa Losi                                                              |
| Cristiano Militello  | episodio 3x22 episodio 6x21 episodio 7x16 | Carte false, Pericolo di vita, La forza della tradizione                                                                                            | Responsabile supermercato                                               |
| Myriam Catania       | episodio 4x01 episodio 4x02 episodio 4x03 episodio 4x04 episodio 4x05 episodio 4x06 episodio 4x07 episodio 4x08 episodio 4x09 episodio 4x14 episodio 4x15 | Sotto shock, Intrighi, Caro papà, Casa dolce casa, Fifty fifty, Un'epidemia amorosa, Matrimoni, Dieci decimi, Stile libero, Annata di pregio, Corse | Elena Pascoli                                                           |
| Stefano Abbati       | episodio 4x01 episodio 4x02 episodio 4x14 | Sotto shock, Intrighi, Annata di pregio | Tommaso Pascoli                                                         |
| Cosima Coppola       | episodio 4x02 | Intrighi | Fiamma Marzi                                                            |
| Novello Novelli      | episodio 4x16 episodio 6x24 | Il professore, Una bella sorpresa | Antonio Muti                                                            |
| Giacinto Ferro       | episodio 4x19 | Il professore | Sergio Pisani                                                           |
| Sonia Aquino         | episodio 4x20 episodio 4x21 episodio 4x22 episodio 4x23 episodio 5x06 episodio 5x07                                                                       | Piccoli gangster, L'automobile gialla, Fuga dal paradiso, Momenti difficili, Piccole bugie necessarie, Minaccia inafferrabile                       | Letizia                                                                 |
| Giorgia Palmas       | episodio 5x03 episodio 5x04 episodio 5x05 episodio 5x06                                                                                                   | L'ultima sigaretta, Senza movente, Mai dire mai, Piccole bugie necessarie                                                                           | Roberta Tosi                                                            |
| David Pratelli       | episodio 5x07 | Minaccia inafferrabile | Piero Smarti                                                            |
| Kristina Cepraga     | episodio 5x16 | La governante | La governante                                                           |
| Cinzia Leone         | episodio 6x02 episodio 6x03 episodio 6x05 | Il segreto di Gemma, Abuso di potere, Un regalo originale                                                                                           | Olga Martino                                                            |
| Enrico Mutti         | episodio 6x14 episodio 6x15 episodio 6x16 | Esclusi gli assenti, La pista sbagliata, Rubino | Francesco Russo                                                         |
| Gianluca Testa       | episodio 7x09 | Uno strano incidente | Francesco Ticconi                                                       |
| Remo Remotti         | episodio 7x09 | Uno strano incidente | Gino Vicari                                                             |